# Aleg
Aleg (arabisch ألاك, DMG Alāk) ist die Hauptstadt der Verwaltungsregion Brakna im Südwesten Mauretaniens und Hauptstadt des Départements Aleg. Die seit den 1970er-Jahren durch Landflucht entstandene Kleinstadt ist eine Zwischenstation an der route de l’Espoir, der einzigen asphaltierten Straße, die das Land von Westen nach Osten durchquert.

## Lage
Aleg liegt 262 Kilometer südöstlich der Landeshauptstadt Nouakchott am südlichen Rand der mauretanischen Sahara und am Übergang zur Trockensavanne. Die 1100 Kilometer lange Straße von der Atlantikküste bis nach Néma, der letzten Stadt vor der Mali-Grenze, führt in einem Bogen mitten durch den Ort. Fünf Kilometer westlich des Zentrums zweigt die 70 Kilometer lange Straße südwärts nach Boghé am Senegalfluss ab.
Von Südosten nach Nordwesten zieht sich der Unterlauf des Oued Katchi in einem breiten flachen Trockental auf 36 m Meereshöhe durch das Gemeindegebiet. Aleg profitiert dadurch von einem Grundwasservorkommen, das sich in einem Einzugsgebiet von 170 Kilometer Länge ansammelt. Wenige Kilometer nordwestlich endet das Oued im Lac d’Aleg, einem ganzjährig wasserführenden Süßwassersee. Breite parallel ausgerichtete Bänder von quer verlaufenden, festen und kaum erhöhten Sandflächen begrenzen den See im Norden und Süden. Durch das Sandband im Süden bricht der Flusslauf durch. Das Oued Katchi war früher unter Umkehr der Fließrichtung ein Zufluss des Senegal bei Mbagne, von dem der Wasserlauf aber seit langem durch eine Reihe weiterer quer verlaufender Sandbarrieren getrennt ist.

### Lac d’Aleg
Der Jahresniederschlag betrug in Aleg im Durchschnitt 203 Millimeter zwischen 1961 und 1990, ein für die trockene Sahelzone mittlerer Wert. Seit der Jahrtausendwende nehmen die von Juni bis Oktober meist als Gewitterregen fallenden Niederschläge zu. Im Januar hat der See bei einer Wassertiefe von ein bis zwei Metern eine Oberfläche von etwa 2500 Hektar, am Ende der Regenzeit bildet er bei maximal drei bis vier Metern Tiefe eine bis zu 5000 Hektar große Überschwemmungsfläche, die sich bis zum Ortsrand ausdehnen kann. Wo sich das Wasser zurückzieht, werden die auftrocknenden Ränder mit Pflanzenbewuchs als Viehweiden und ackerbaulich genutzt. Die natürliche Vegetation um den See in seiner nächsten Umgebung ist charakterisiert durch Wasserspinat, Tigerlotus, Echinochloa stagnina (eine Art Hühnerhirse), weiter entfernt Sesbania und Hundszahngras. Als kleinere Bäume kommen die Wüstendattel und Capparis decidua (Familie der Kaperngewächse) vor.
Der See spielt eine möglicherweise bedeutendere Rolle als Lebensraum für Zugvögel als das Delta des Senegalflusses mit dem Diawling-Nationalpark. Die dortigen größeren Feuchtgebiete wurden durch Dämme und Kanäle für den Feldanbau künstlich verändert, während die Vögel die natürliche Umgebung des Lac d’Aleg zu bevorzugen scheinen. Im Januar 1996 zählte man 75.000 Wasservögel, darunter Sichler, Uferschnepfen, Knäkenten, Sporngänse und Purpurhühner. Im Januar 2001 gab es 46 Arten, die Gesamtzahl der Vögel betrug knapp 65.000. Seither ist auch der Lac d’Aleg als Vogelnistgebiet in Gefahr und droht durch Ackerbau in seiner Umgebung zu verschmutzen.

## Bevölkerung
Die Bevölkerungszahl der Gemeinde hat in den Jahren 2000 bis 2023 von 12.898 auf 27.120 Einwohner zugenommen. Der Hauptort selbst hat 17.019 Einwohner (2023).

## Geschichte

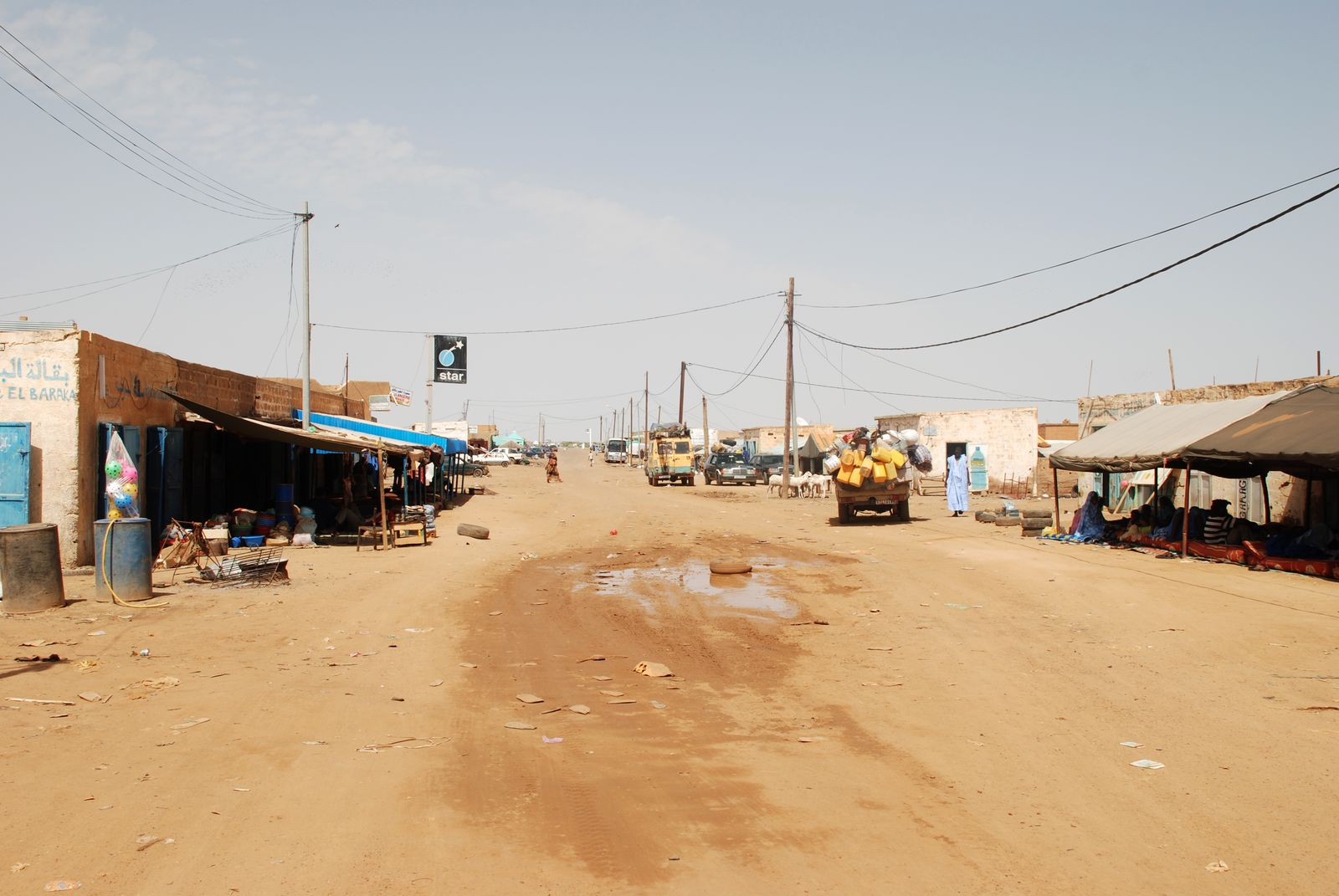
Durchgangsstraße im Marktzentrum

Der Lac d’Aleg ist ein alter Lagerplatz für Handelskarawanen auf dem Weg in den Sudan. Bis um 1900 erstreckte sich das französische Kolonialgebiet von Westafrika an seiner Nordgrenze bis zum Senegalfluss. Nach Unterzeichnung eines Friedensvertrages mit dem Scheich von Boutilimit 1902 begann in den folgenden Jahren die anfangs friedliche Durchdringung Südmauretaniens. Aleg wurde von französischen Truppen 1903/04 als kleine Militärstation mit einigen festen Häusern gegründet. Während der ersten Hälfte des 20. Jahrhunderts blieb das Dorf unverändert klein, da die mauretanische Bevölkerung bis um 1960 größtenteils als Nomaden in Zelten lebte.
Im Mai 1958 fand in Aleg ein Kongress statt, der zum Ziel hatte, die Differenzen der verschiedenen Stammesführer beizulegen und alle politischen Gruppen des Landes zu vereinen. Die vom zukünftigen Präsidenten Moktar Ould Daddah geführte Partei Union Progressiste Mauritanienne (UPM) sollte zu einem Sammelbecken für andere Parteien werden, um während des Unabhängigkeitsprozesses eine nationale Einheit zu bilden. Die neue, in Aleg gebildete Sammelpartei nannte sich Parti du Regroupement Mauritanien (PRM). Ihr Generalsekretär Moktar Ould Daddah führte das Land im November 1960 in die Unabhängigkeit.
In den 1970er-Jahren kam es aufgrund einer mehrjährigen Dürreperiode und einer mit dem Westsaharakonflikt verbundenen Wirtschaftskrise zur Verarmung der Bevölkerung, die aus der Wüste floh und sich am Rand der Siedlungen niederließ. Die Bevölkerung von Aleg begann nun stetig zu wachsen, die unkontrollierte städtische Ausdehnung ohne hinreichende Infrastrukturmaßnahmen ist ein in Mauretanien verbreitetes Problem.

## Stadtbild

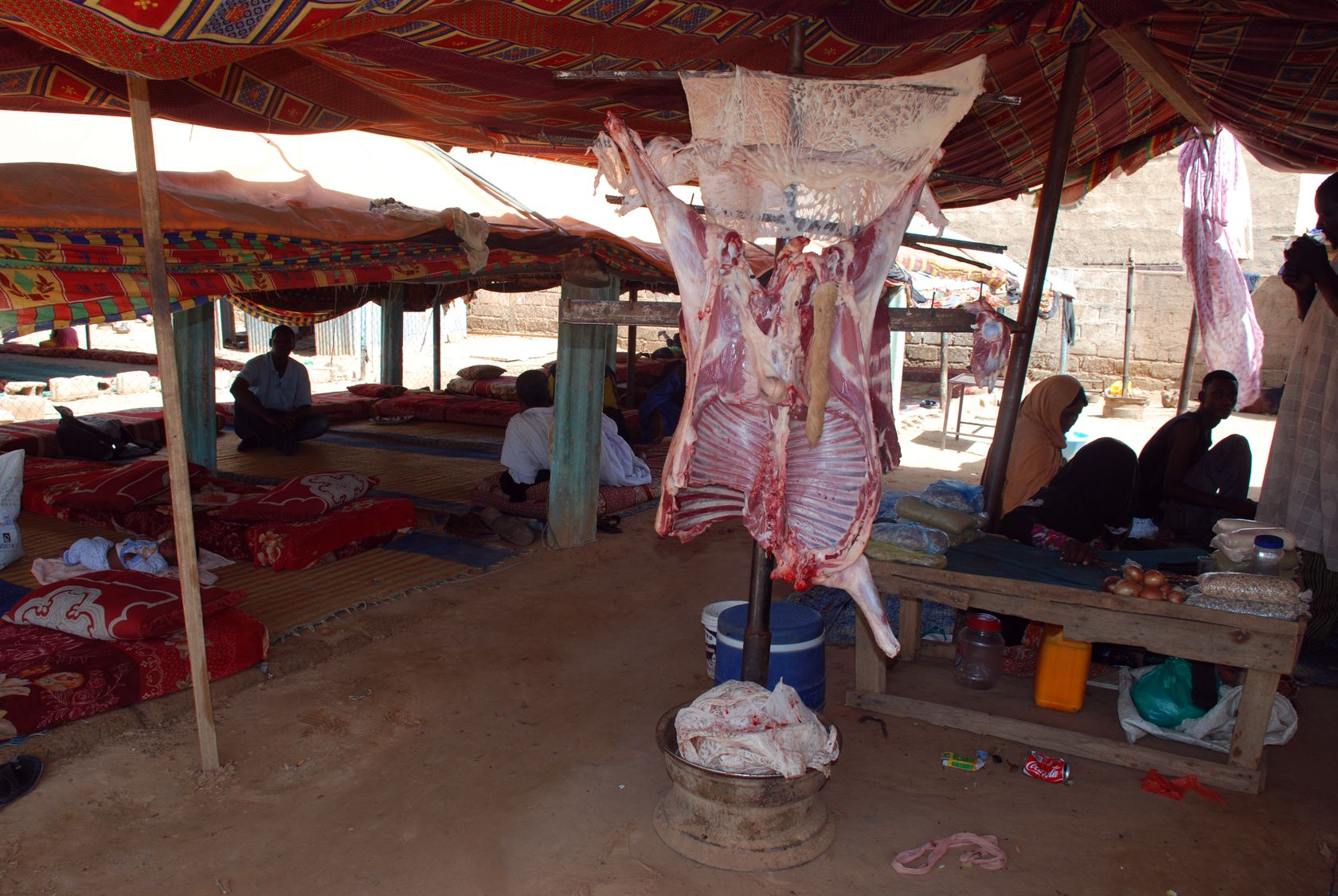
Rastplatz für Durchreisende an der Hauptstraße. Die Matratzen sind mit den obligaten Armlehnkissen Surmije versehen. Es wird gegrilltes Fleisch angeboten.

Dem etwa ein Kilometer langen Ort ist die Entwicklung aus einem Straßendorf anzusehen. Entlang der Hauptstraße ist die Bebauung etwas dichter, ansonsten liegen die Wohngebäude in größerem Abstand zueinander innerhalb von ummauerten Höfen, die in einem rechteckigen Raster angeordnet sind. Die einstöckigen, flach gedeckten Häuser sind meist aus einfachen Zementhohlblocksteinen gemauert. Die neueste Stadterweiterung erfolgt Richtung Norden und Osten, hier wird das Wegenetz unregelmäßiger.
Die wirtschaftlichen Grundlagen sind Viehzucht (Ziegen und Rinder) und etwas bewässerter Ackerbau in der Umgebung. Am feuchten Seeufer, das bei sinkendem Wasserstand zutage tritt, wird auf einer Fläche von 2250 Hektar überwiegend Sorghum angepflanzt. Die Stadt selbst hat eine gewisse Funktion als Handelsort. Am Markt hat das übliche Sortiment an importierten Haushaltswaren den Handel mit Kunsthandwerk nahezu verdrängt. Es gibt einige Handwerksbetriebe; vom Transitverkehr werden die zahlreichen Garküchen, in denen gegrilltes Fleisch angeboten wird, zur Mittagsrast genutzt.
Anfang der 1970er-Jahre wurde ein Wasserhochbehälter zur zentralen Versorgung mit Trinkwasser errichtet. Dessen Fassungsvermögen ist nach der Stadtvergrößerung zu gering, in vielen Teilen der Stadt haben die Häuser keinen Wasseranschluss. Ältere Häuser aus Lehmwänden halten der Unterspülung bei starken Regenfällen und dem Hochwasser des Sees nicht ausreichend stand. Während die Ansiedlung von Nomaden hauptsächlich eine Folge der Dürreperioden war, sind seit der Jahrtausendwende die vermehrten Niederschläge ein Problem für die sesshaft gewordene Bevölkerung.

## Söhne und Töchter der Stadt
- Sidi Mohamed Ould Cheikh Abdallahi (1938–2020), mauretanischer Präsident von 2007 bis 2008
- El-Ghassim Wane (* 1959), Politikwissenschaftler und UN-Funktionär